# Sankt Anton am Arlberg

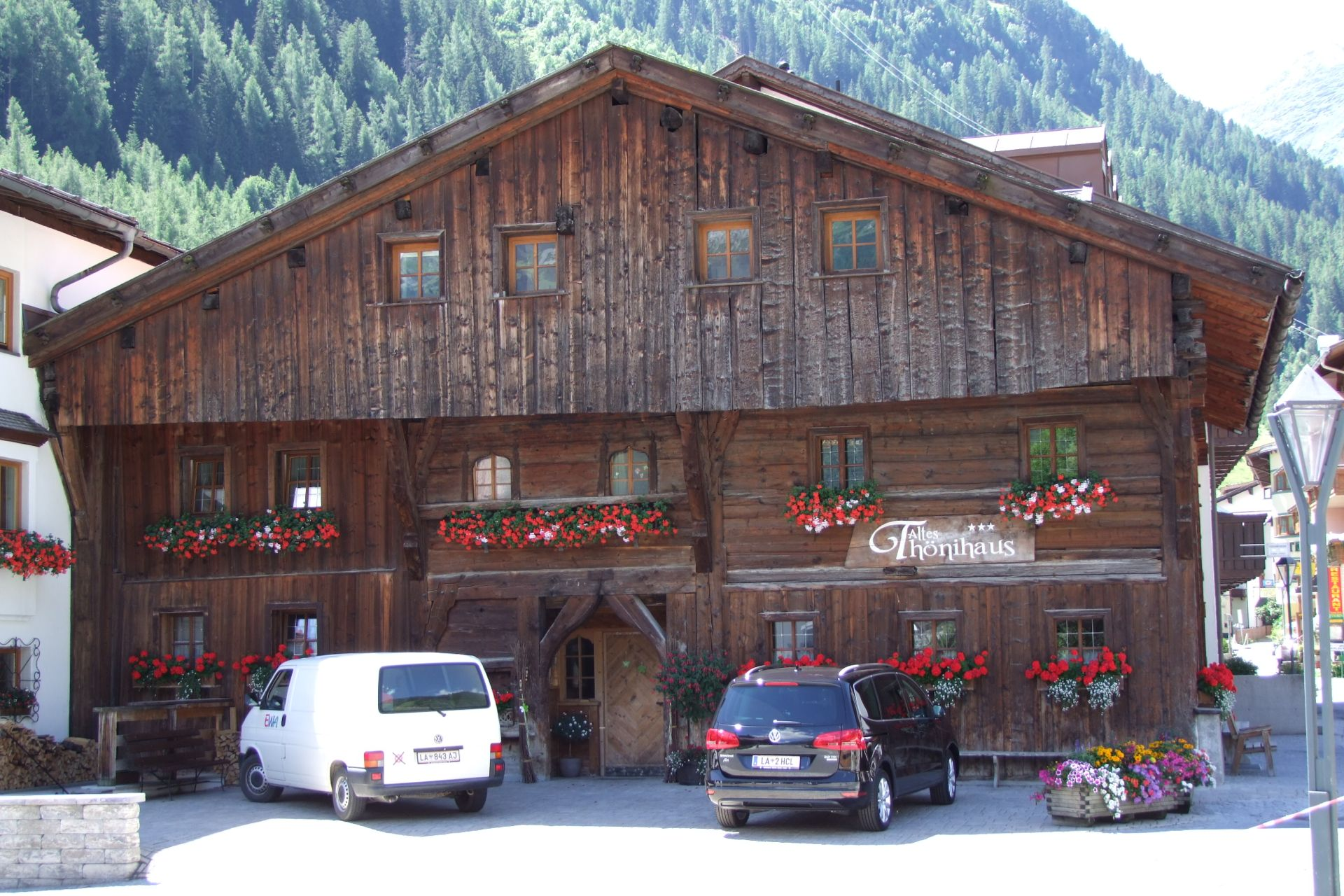
Najstarszy budynek gminy – Thöni-Haus

Sankt Anton am Arlberg, St. Anton am Arlberg, Sankt Anton, St. Anton – gmina położona na zachodzie Austrii, w kraju związkowym Tyrol, w powiecie Landeck. Leży w Alpach Lechtalskich, poniżej ujścia Moosbachu do Rosanny, blisko granicy z krajem związkowym Vorarlberg. Jeden z największych ośrodków narciarskich tego regionu Austrii.

## Historia
Miejscowość rozwinęła się z przystanku na trakcie przez przełęcz Arlberg. Od 1824 przez przełęcz prowadziła utwardzona droga, a w latach 1880–1884 wybudowano linię kolejową (Arlbergbahn), przez dłuższy czas jedyne połączenie zimą na zachód.
W Sankt Anton am Arlberg rozegrane zostały Mistrzostwa Świata w Narciarstwie Alpejskim w 2001 roku. W ramach przygotowań poczyniono liczne inwestycje infrastrukturalne, m.in. wybudowano nowe obiekty sportowe i przeniesiono odcinek linii kolejowej poza centrum miejscowości.
Według danych z 1 stycznia 2015 Sankt Anton am Arlberg jest zamieszkiwane przez 2417 osób. Powierzchnia miejscowości wynosi 165,81 km². Gmina leży na wysokości 1284 m n.p.m..

## Zabytki
- kościół pw. Matki Boskiej Wspomożenia Wiernych (Mariahilf) z roku 1691, z zabytkowym wyposażeniem, rozbudowany w 1932 według projektu Clemensa Holzmeistra[2]
- Thöni-Haus – dawna komora celna, najstarszy budynek w gminie[2]
- pomnik Juliusa Lotta, budowniczego Arlbergbahn

## Osoby urodzone w Sankt Anton am Arlberg
- Mathias Hafele – skoczek narciarski, były reprezentant kraju
- Hannes Schneider – narciarz, założyciel Arlberger Skischule
- Karl Schranz – były austriacki narciarz alpejski, trzykrotny mistrz świata, dwukrotny zdobywca Pucharu Świata
- Herbert Sprenger – polityk